# Bacquepuis

Bacquepuis este o comună în departamentul Eure, Franța. În 1 ianuarie 2022 avea o populație de 307 de locuitori.